# Centrale de La Gabelle
Pour les articles homonymes, voir Gabelle.
La centrale de La Gabelle est une centrale hydroélectrique érigée sur la Saint-Maurice, au Québec, Canada. Propriété d'Hydro-Québec, elle a été mise en service en 1924 avec quatre premiers groupes turbines-alternateurs, un cinquième venant s'ajouter en 1931.
Le barrage est de type béton-gravité et sa capacité de retenue est de 900 000 mètres cubes d'eau. Intégrant une centrale hydroélectrique, ce barrage est sis sur la plus basse chute (18 mètres) exploitée de la rivière Saint-Maurice.

## Géographie
Cette centrale est la première (la plus en aval) des neuf centrales hydroélectriques en opération sur la rivière Saint-Maurice. Elle est située à la limite entre Saint-Étienne-des-Grès (au rang 1, côté Ouest de la rivière) et Notre-Dame-du-Mont-Carmel (chemin du rang des Grès, côté Est de la rivière). Cette centrale a été érigée à 21,5 km en amont de l'embouchure de la rivière et à 6,5 km en aval des centrales de Shawinigan-2 et Shawinigan-3.
La Route Verte 4 (voie cyclable et piétonnière) qui traverse la rivière Saint-Maurice par ce barrage permet de relier ces deux communautés.
La rivière cachée qui traverse Notre-Dame-du-Mont-Carmel se dirige vers l'ouest, pour se jeter du côté Est de la rivière Saint-Maurice, à 0,75 km en amont du barrage.

## Toponymie
Dès le régime français, le toponyme « La Gabelle » désignait un lieu, autour des chutes. À cette hauteur de la rivière Saint-Maurice, les voyageurs sur l'eau devaient effectuer un portage pour remonter les chutes. Ce lieu constituait une halte nécessaire qui favorisait le commerce entre les autochtones et les Canadiens-français. Un arrêt ferroviaire désigné « La Gabelle » avait été aménagé à proximité.
Selon Napoléon Caron, « La Gabelle » était jadis un site de traite bien fréquenté : les Indiens descendaient du Nord avec leurs pelleteries. Les Français montaient jusqu'au premier des grands rapides avec leurs marchandises, et les échanges se faisaient. Il y avait là un grand commerce, le Gouvernement devait donc y percevoir des impôts, de là le nom de Gabelle... ». Ce terme est originaire du Moyen Âge en France décrivant la Gabelle du sel. En France, le faux-saunier était un contrebandier qui ne payait pas la gabelle. Il encourait la condamnation aux galères s'il travaillait sans armes, la peine de mort s'il avait des armes. Entre 1730 et 1743, 585 faux-sauniers ont été condamnés à l'exil et déportés en Nouvelle-France.
Compte tenu de son architecture distinctive, cette centrale hydroélectrique a été retenue pour illustrer un timbre-poste canadien en 1946.
Les toponymes « Barrage de La Gabelle » et « Centrale de La Gabelle » ont été inscrits le 18 septembre 2002 à la Banque des noms de lieux de la Commission de toponymie du Québec.